# Darryl Jones

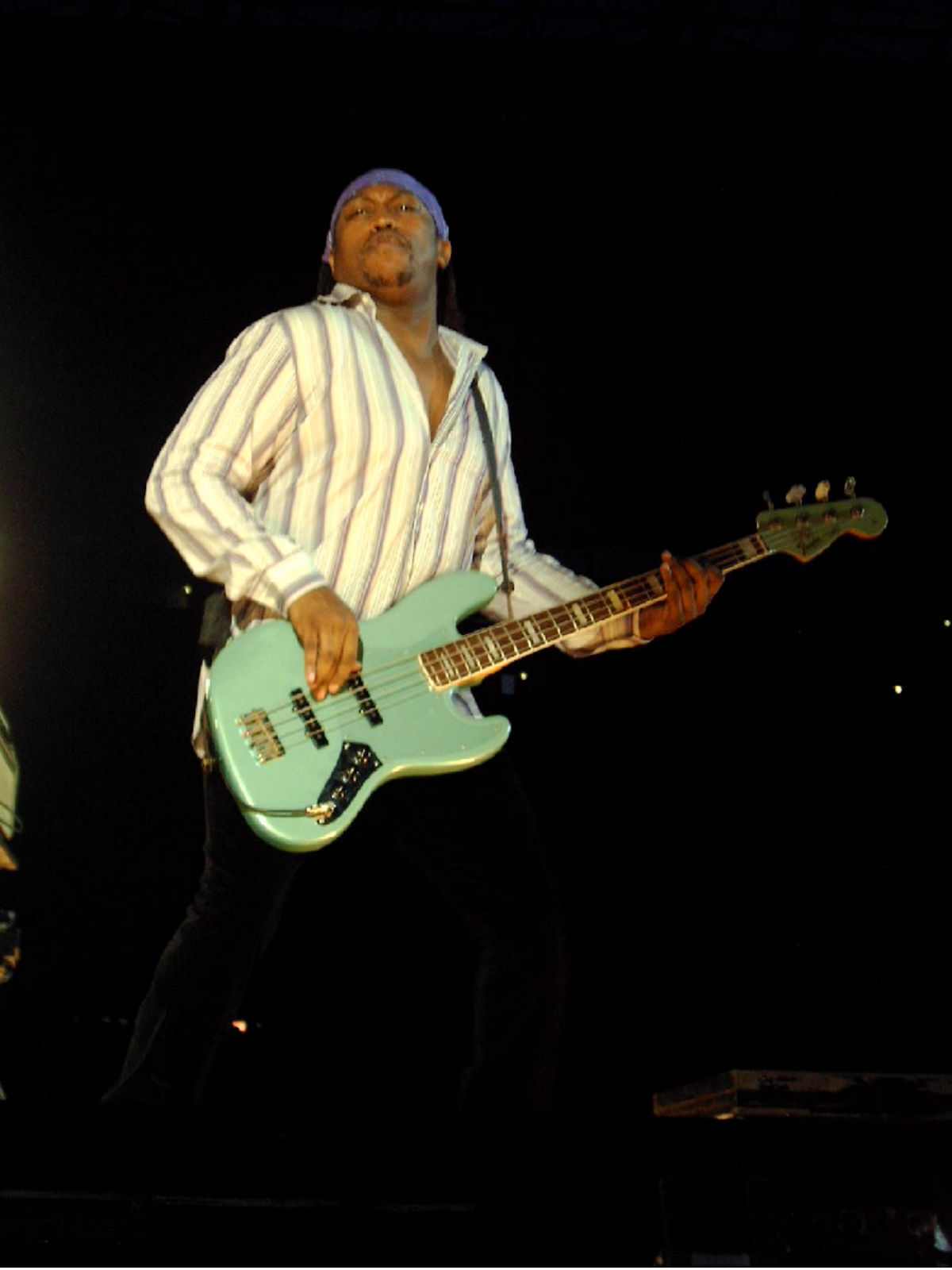
Darryl Jones bei einem Rolling-Stones-Konzert, Hannover 2006

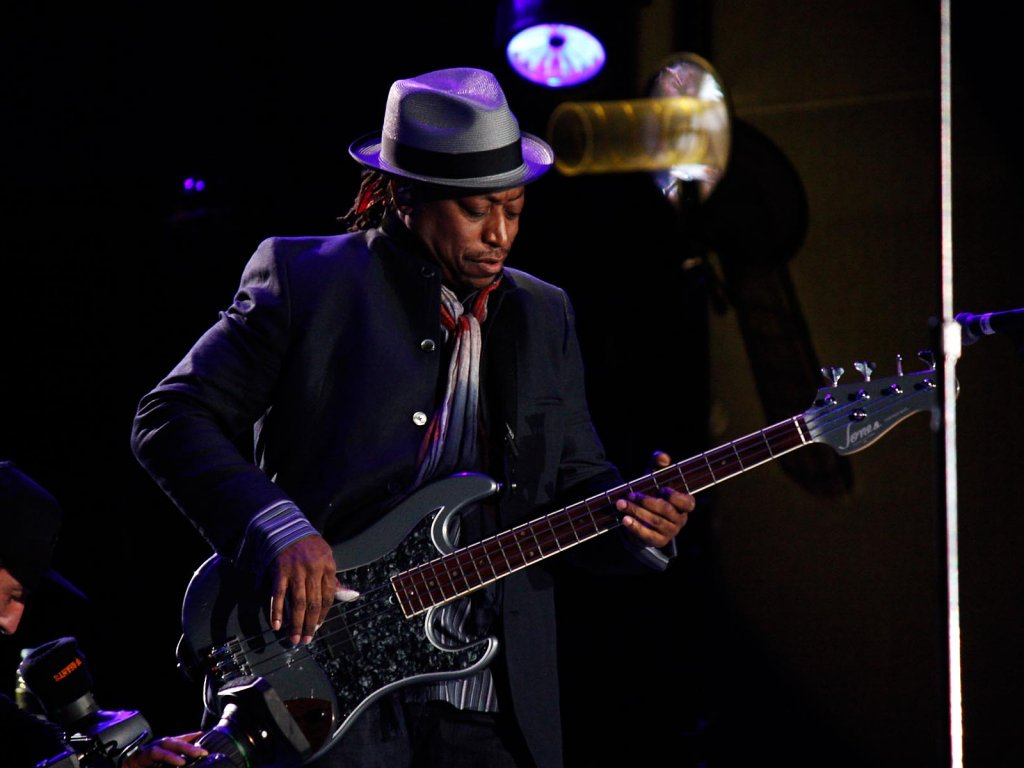
Darryl Jones mit den Rolling Stones – Rock in Rio 2014

Darryl Jones (* 11. Dezember 1961 in Chicago, Illinois) ist ein US-amerikanischer Bassist, der sich in den Genres Rock und Jazz betätigt.

## Leben und Wirken
Jones erhielt ab seinem sechsten Lebensjahr Musikunterricht bei seinem Vater, einem Schlagzeuger, zunächst auf dem Schlagzeug. Einige Jahre später stieg er auf die Bassgitarre um, inspiriert von seinem Nachbarn Angus Thomas, der ebenfalls Bass spielte und ihn die Grundlagen des Spielens lehrte. An der Chicagoer „Vocational High School“, an der er dann intensiven theoretischen Unterricht nahm, machte er erste Erfahrungen in Live-Bands im Umgang mit dem elektrischen Bass sowie in Orchestern mit dem Kontrabass.
In den frühen 1980er Jahren war Jones Mitglied der Miles Davis Band und an deren Alben Decoy sowie You’re Under Arrest beteiligt. Sting engagierte ihn 1985 für sein Soloprojekt (The Dream of the Blue Turtles). Seitdem wirkte er beispielsweise bei Studioaufnahmen von Kenny Garrett, Herbie Hancock, Sting, Peter Gabriel oder Greg Spero mit.
Jones ist unter anderem als Begleitmusiker und Sessionmusiker der Rolling Stones beschäftigt, die seit Bill Wymans Ausstieg im Jahre 1993 ohne festen Bassisten sind, sich aber bisher nicht entschließen konnten, Jones als vollwertiges Bandmitglied aufzunehmen. Sein Debüt bei den Rolling Stones gab er auf dem 1994 erschienenen Album Voodoo Lounge. Er hat eine eigene Instrumentenmarke.
Eric Hamburg drehte über Jones den Dokumentarfilm In the Blood (2020).